# Bunkier Anielewicza w Warszawie

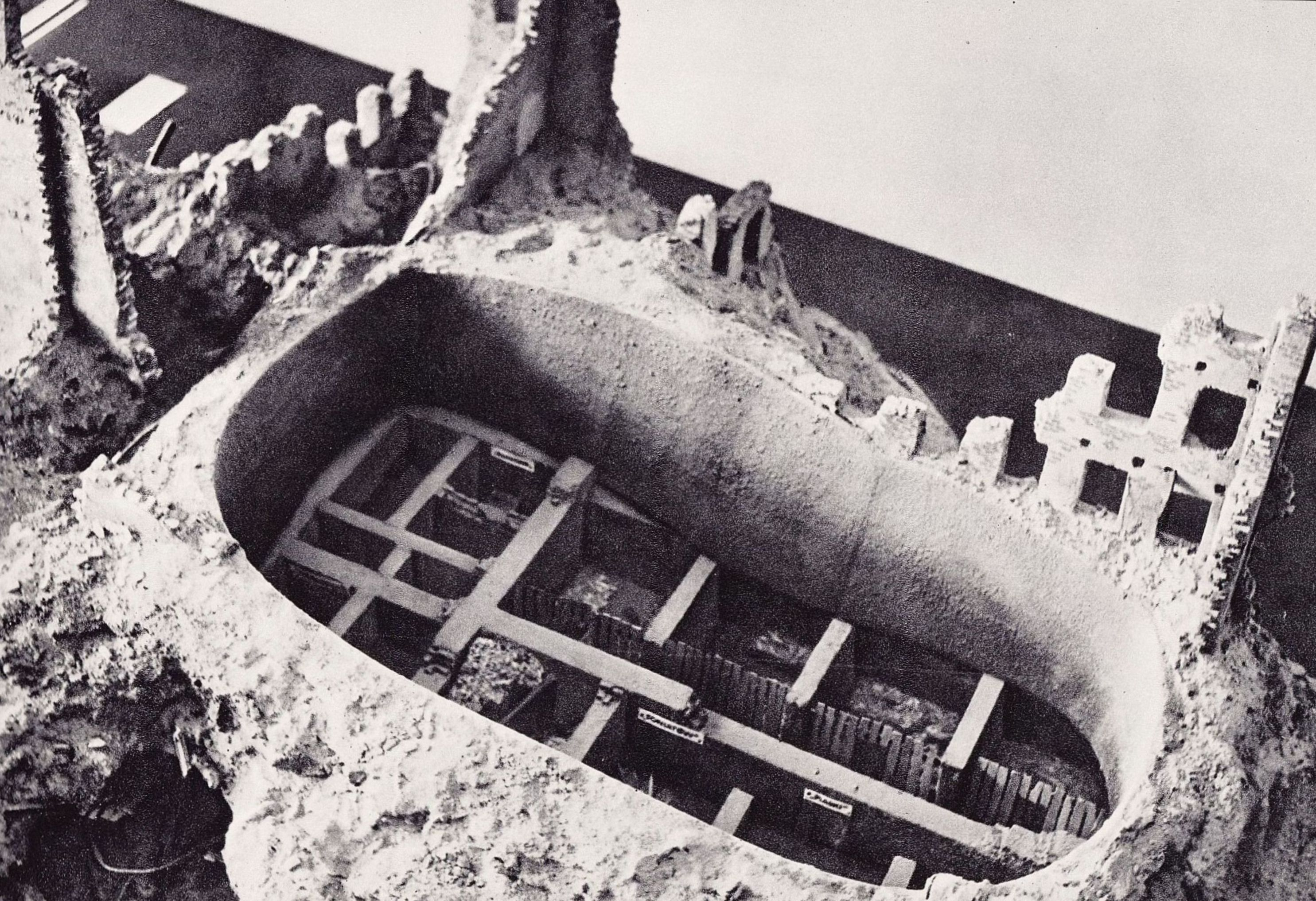
Powojenna rekonstrukcja bunkra ŻOB przy ul. Miłej 18

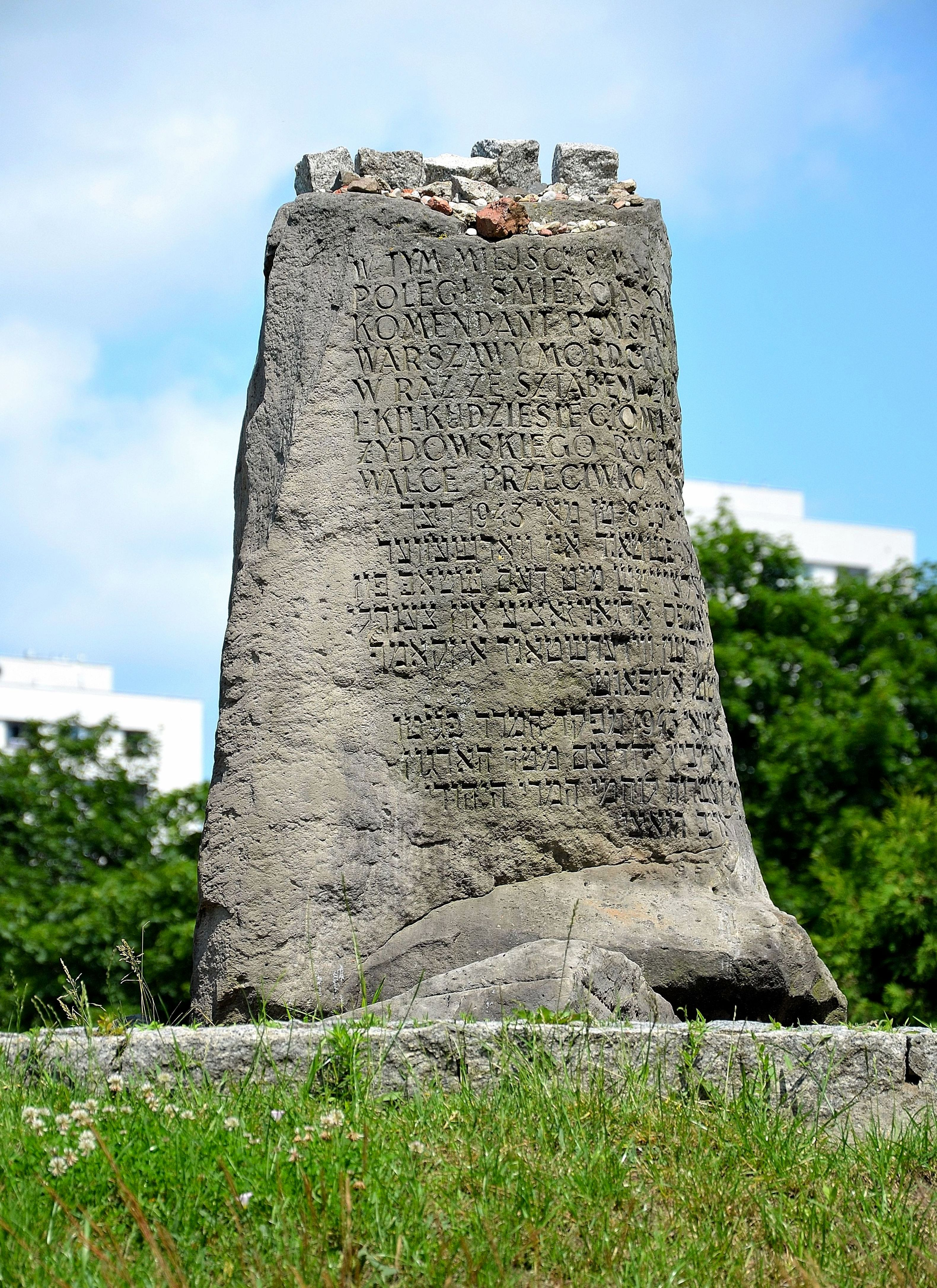
Kamień pamiątkowy na szczycie Kopca Anielewicza, widoczne kamienie ułożone przez odwiedzających z Izraela

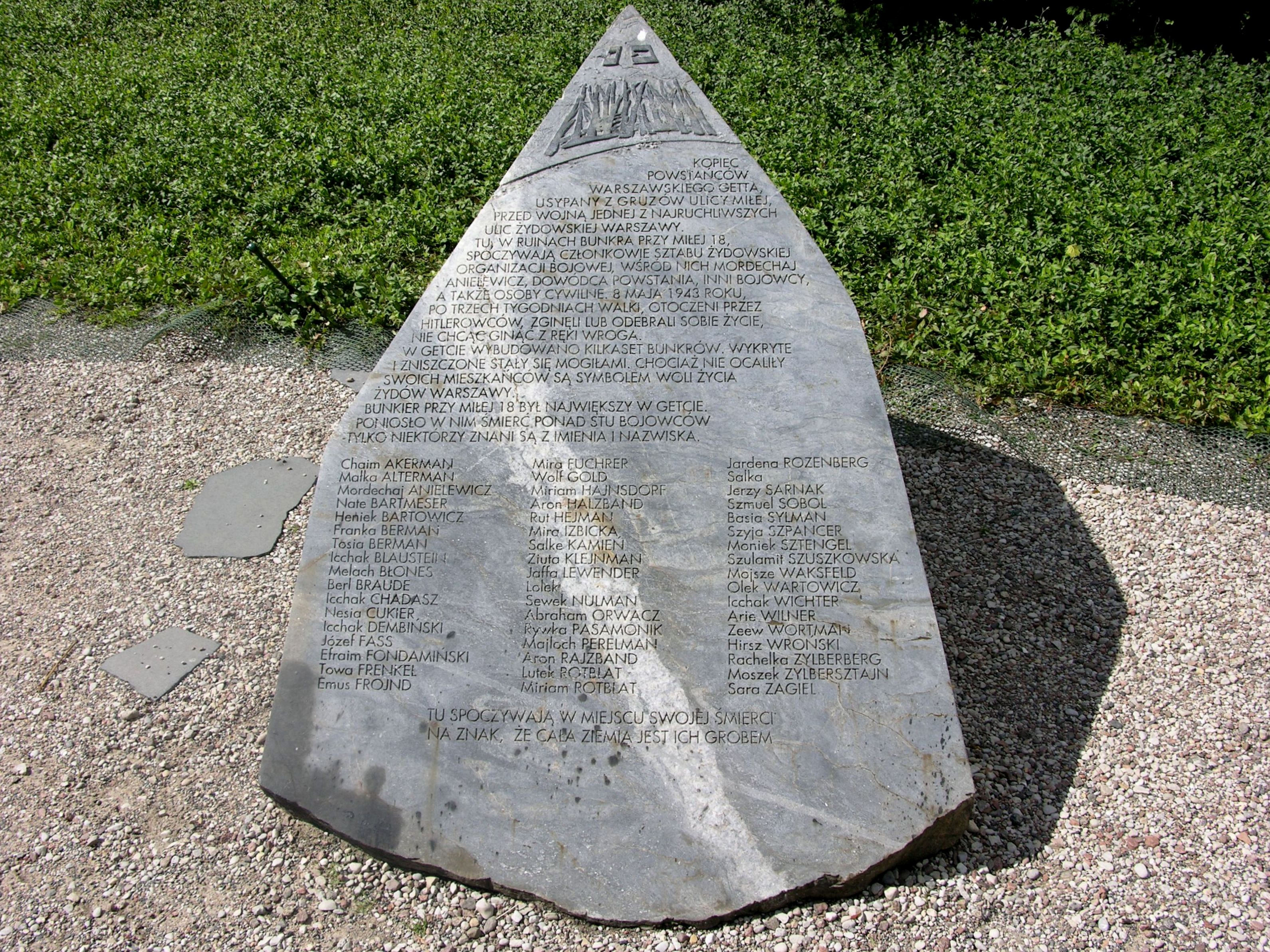
Obelisk u podnóża kopca z nazwiskami 51 żydowskich bojowców

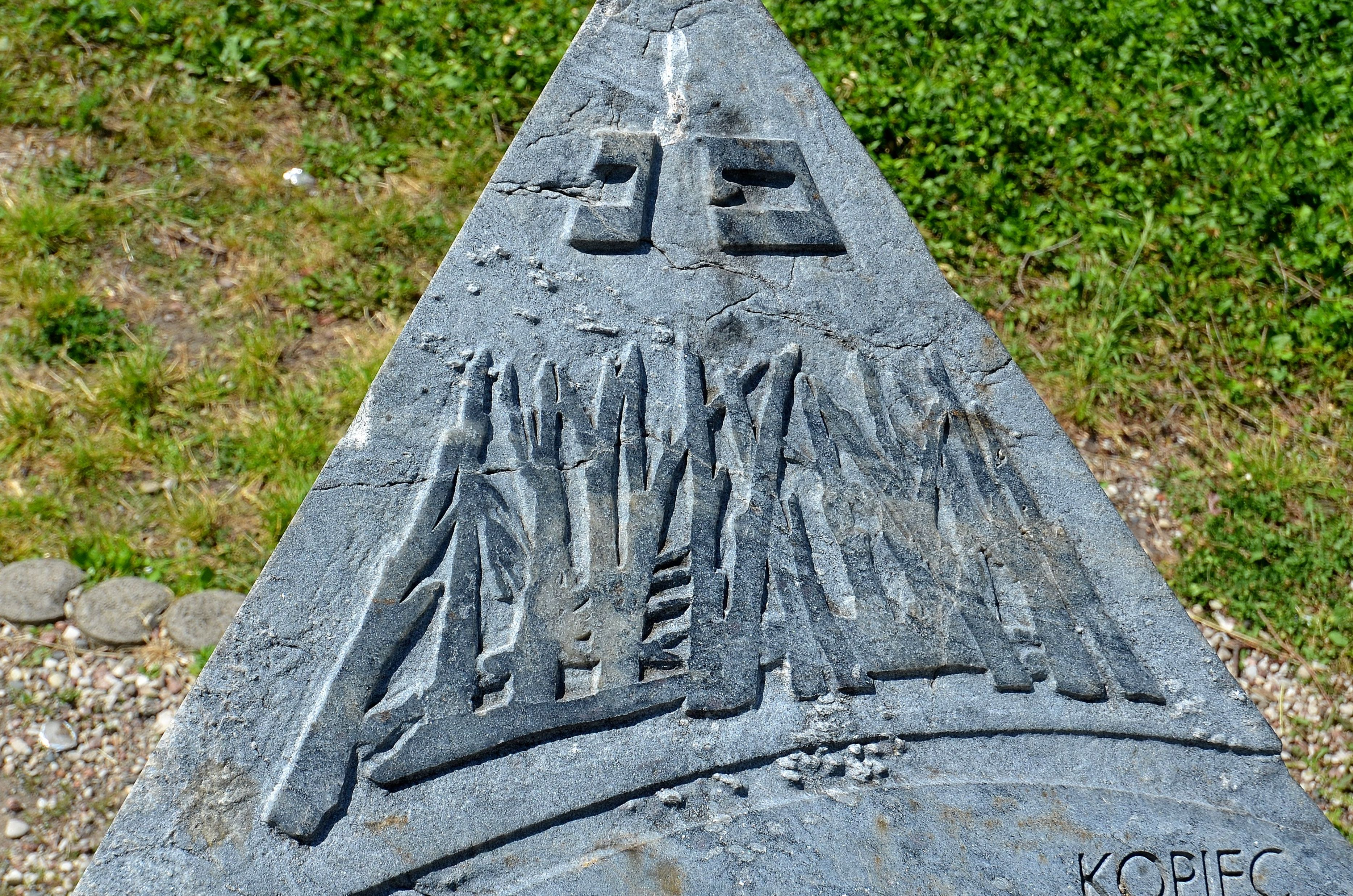
Motyw strzaskanego lasu na czołowej ścianie obelisku

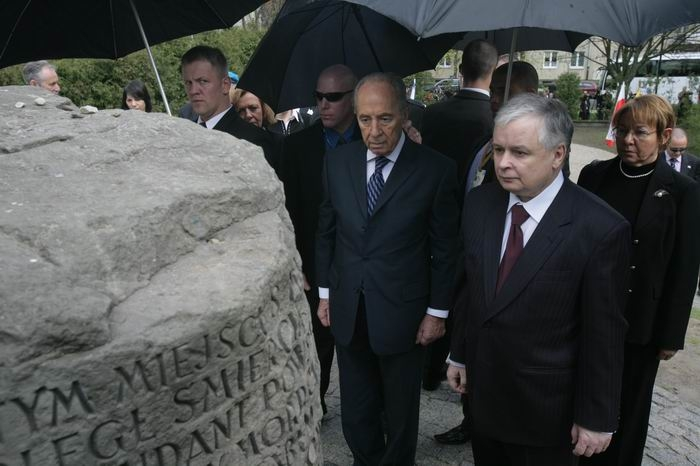
Prezydenci Polski i Izraela Lech Kaczyński i Szimon Peres oddający hołd żydowskim powstańcom, którzy zginęli na Miłej (2008)

Bunkier Anielewicza – nieistniejący schron (bunkier), który znajdował się na terenie getta warszawskiego, pod kamienicą na rogu ulic Miłej i Dubois (adres przedwojenny ul. Miła 18) na warszawskim Muranowie. Pod koniec powstania w getcie ukrywali się w nim, a następnie ponieśli śmierć bojowcy Żydowskiej Organizacji Bojowej, wśród nich dowódca ŻOB Mordechaj Anielewicz. 
W 1946 roku nad zniszczonym bunkrem usypano kopiec (kurhan) nazwany kopcem Anielewicza.

## Historia
W czasie powstania sztab Żydowskiej Organizacji Bojowej znajdował się przy ul. Miłej 29, zaś po jego wykryciu przeniósł się do schronu przy Miłej 18. Był to duży, dobrze wyposażony w broń i żywność bunkier, z doprowadzoną wodą i elektrycznością, zbudowany pod kamienicą zniszczoną we wrześniu 1939. Należał do osób z żydowskiego półświatka (tzw. czompów) dowodzonych przez Szmula Aszera. Przecinał go długi wąski korytarz, po którego obu stronach znajdowały się pokoje. Powstańcy nadali im nazwy − Treblinka, Trawniki, Poniatów, Piaski, Getto. Do bunkra prowadziło sześć wejść. 
8 maja 1943 bunkier, w którym znajdowało się ok. 300 osób, został otoczony przez Niemców i kolaborujące z nimi oddziały Ukraińców. Po wezwaniu do poddania się, część ukrywających się (głównie ludność cywilna) opuściła bunkier i poddała się. Żołnierze ŻOB-u, którzy pozostali w środku, próbowali podjąć nierówną walkę, jednak Niemcy zaczęli wpuszczać do środka gaz. Według relacji Tosi Altman, jednej z nielicznych osób, którym udało się wydostać się z bunkra przez szóste, nieodkryte przez Niemców wyjście, na wezwanie Arie Wilnera żydowscy bojowcy popełnili zbiorowe samobójstwo. Jeden z nich, Lutek Rotblat, najpierw zastrzelił swoją matkę, a następnie sam odebrał sobie życie.
Zginęło ok. 120 powstańców, w tym dowódca ŻOB Mordechaj Anielewicz ze swoją dziewczyną Mirą Fuchrer. Przeżyło ok. 15 osób, m.in. Michał Rozenfeld, Tosia Altman, Jehuda Węgrower, Pnina Zalcman i Menachem Bigelman. Niektórzy z ocalałych wkrótce zmarli wskutek odniesionych ran lub zatrucia gazem, pozostali zginęli później po stronie „aryjskiej”.
Zasypany bunkier stał się jednocześnie zbiorowym grobem, gdyż po 1945 przy Miłej 18 nie przeprowadzono prac ekshumacyjnych.
Ze względu na podobieństwa do wydarzeń, jakie rozegrały się w roku 73 lub 74 w oblężonej przez Rzymian starożytnej żydowskiej twierdzy Masada, bunkier na Miłej bywa nazywany „warszawską Masadą”.

## Upamiętnienie
W 1946 z inicjatywy Centralnego Komitetu Żydów Polskich z gruzów okolicznych domów w miejscu, w którym znajdował się bunkier, usypano kopiec (nazwany Kopcem Anielewicza) na którego szczycie ustawiono pamiątkowy kamień z napisem w językach: polskim, hebrajskim i jidysz o treści (pisownia oryginalna): 

W tym miejscu 8 maja 1943 r. poległ śmiercią żołnierza komendant powstania w Getto Warszawy Mordechaj Anielewicz wraz ze sztabem Żyd. Org. Boj. i kilkudziesięcioma bojownikami żydowskiego ruchu oporu w walce przeciwko niemieckim okupantom.

W 2006 skwer wokół kopca został uporządkowany, a u jego podnóża, po prawej stronie od wejścia na teren upamiętnienia, ustawiono niewielki kamienny obelisk w kształcie ostrosłupa zaprojektowany przez Hannę Szmalenberg i wykonany przez rzeźbiarza Marka Moderau. Na pomniku wyryto napis w językach polskim, angielskim i jidysz autorstwa Piotra Matywieckiego o treści: 

Kopiec powstańców warszawskiego getta, usypany z gruzów ulicy Miłej, przed wojną jednej z najruchliwszych ulic żydowskiej Warszawy.
Tu, w ruinach bunkra przy Miłej 18, spoczywają członkowie sztabu Żydowskiej Organizacji Bojowej, wśród nich Mordechaj Anielewicz, dowódca powstania, inni bojowcy, a także osoby cywilne. 8 maja, po trzech tygodniach walki, otoczeni przez hitlerowców, zginęli lub odebrali sobie życie nie chcąc ginąć z ręki wroga. W getcie wybudowano kilkaset bunkrów. Wykryte i zniszczone stały się mogiłami. Chociaż nie ocaliły swoich mieszkańców są symbolem woli życia Żydów Warszawy. Bunkier przy Miłej 18 był największy w getcie. Poniosło w nim śmierć ponad stu bojowców. Tylko niektórzy znani są z imienia i nazwiska.
Tu spoczywają w miejscu swojej śmierci na znak, że cała ziemia jest ich grobem.

Na czołowej ścianie obelisku w trzech kolumnach umieszczono 51 nazwisk żydowskich powstańców, których tożsamość udało się ustalić. Powtórzono również, znany z pomnika Umschlagplatz, motyw strzaskanego lasu.
W 2008 Kopiec na wniosek Fundacji Ochrony Dziedzictwa Żydowskiego został wpisany do rejestru zabytków. 
Współczesny adres Miła 18 to blok mieszkalny położony ok. 700 metrów na zachód przy wolskim odcinku ulicy.
W 2022 roku Muzeum Getta Warszawskiego we współpracy Akademią Humanistyczną im. A. Gieysztora w Pułtusku i specjalistami z Christopher Newport University prowadziło wykopaliska przy ul. Dubois, odkrywając korytarz oraz fragmenty piwnic przedwojennych kamienic, które mogły stanowić część bunkra Anielewicza. Odkryte zostało najprawdopodobniej jedno z sześciu wejść do bunkra. 

## Żydowscy powstańcy, którzy zginęli na Miłej 18
- Chaim Akerman
- Małka Alterman
- Mordechaj Anielewicz
- Nate Bartmeser
- Heniek Bartowicz
- Franka Berman
- Tosia Berman
- Icchak Blaustein
- Melach Błones
- Berl Braude
- Icchak Chadasz
- Nesia Cukier
- Icchak Dembiński
- Józef Fass
- Efraim Fondamiński
- Towa Frenkel
- Emus Frojnd
- Mira Fuchrer
- Wolf Gold
- Miriam Hajnsdorf
- Aron Halzband
- Rut Hejman
- Mira Izbicka
- Salke Kamień
- Ziuta Klejnman
- Jaffa Lewender
- Lolek (tylko imię)
- Sewek Nulman
- Abraham Orwacz
- Rywke Pasamonik
- Majloch Perelman
- Aron Rajzband
- Lutek Rotblat
- Miriam Rotblat
- Jardena Rozenberg
- Salka (tylko imię)
- Jerzy Sarnak
- Szmuel Sobol
- Basia Sylman
- Szyja Szpancer
- Moniek Sztengel
- Szulamit Szuszkowska
- Mojsze Waksfeld
- Olek Wartowicz
- Icchak Wichter
- Arie Wilner
- Zeew Wortman
- Hirsz Wroński
- Rachelka Zylberberg
- Moszek Zylbertszajn
- Sara Żagiel

## Miła 18 w literaturze
- Adres bunkra znalazł się w tytule powieści Leona Urisa o warszawskim getcie Mila 18 (1961)[17].